# 4. Landwehr-Division (Deutsches Kaiserreich)
Die 4. Landwehr-Division war ein Großverband der Preußischen Armee im Ersten Weltkrieg.

## Gliederung

### Kriegsgliederung bei Mobilmachung
- 22. Landwehr-Infanterie-Brigade
  - Landwehr-Infanterie-Regiment Nr. 11
  - Landwehr-Infanterie-Regiment Nr. 51
- 23. Landwehr-Infanterie-Brigade
  - Landwehr-Infanterie-Regiment Nr. 22
  - Landwehr-Infanterie-Regiment Nr. 23
  - Ersatz-Kavallerie-Regiment
  - Landwehr-Kavallerie-Regiment Nr. 2
  - 1. Landsturm-Batterie/VI. Armee-Korps
  - 2. Landsturm-Batterie/VI. Armee-Korps
  - Ersatz-Kompanie/Pionier-Bataillon Nr. 6

### Kriegsgliederung vom 5. Februar 1918
- 22. Landwehr-Infanterie-Brigade
  - Landwehr-Infanterie-Regiment Nr. 11
  - Landwehr-Infanterie-Regiment Nr. 23
  - Landwehr-Infanterie-Regiment Nr. 51
  - 3. Eskadron/Dragoner-Regiment „von Bredow“ (1. Schlesisches) Nr. 4
  - Landwehr-Feldartillerie-Regiment Nr. 4
- Pionier-Bataillon Nr. 404
- Divisions-Nachrichten-Kommandeur Nr. 504

## Gefechtskalender
Die Division wurde mit der Mobilmachung bei Ausbruch des Ersten Weltkriegs gebildet und war dann an der Ostfront im Einsatz. Sie verblieb hier über den dortigen Waffenstillstand hinaus und beteiligte sich an den Kämpfen zur Unterstützung der Ukraine sowie der Okkupation großrussischen Gebietes. Nach Kriegsende waren Teile des Verbandes bis Februar 1919 als Besatzungs- und Sicherungsdienst in Litauen und Weißrussland tätig.

### 1914
- 7. August --- Straßenkampf in Kalisch
- 7. bis 12. August --- Grenzschutz gegen Russland
- 24. August --- Gefecht bei Nowe-Miasto
- 27. August --- Überfall südlich Szydlowiec
- 29. August --- Gefecht bei Nowo-Radomsk
- 1. September --- Gefecht bei Kazanow
- 4. September --- Gefecht bei Lipsko
- 5. bis 7. September --- Gefecht bei Josefow und Pawloska-Wola
- 7. bis 9. September --- Schlacht bei Tarnawka
- 4. bis 5. Oktober --- Gefechte bei Opatow und Radom
- 9. bis 20. Oktober --- Schlacht bei Iwangorod
- 22. bis 28. Oktober --- Kämpfe an der Rawka
- 29. Oktober --- Gefecht bei Tomaszow
- 5. November bis 5. Dezember --- Kämpfe bei Tschenstochau
- 17. Dezember --- Gefecht bei Dankow-Ducy
- ab 19. Dezember --- Kämpfe an der Lososina und Czarna

### 1915
- bis 12. Mai --- Kämpfe an der Lososina und Czarna
- 16. Mai bis 16. Juli --- Kämpfe im Kielcer Bergland
- 17. Juli --- Durchbruchsschlacht bei Sienno
- 18. bis 19. Juli --- Kämpfe an der Ilzanka
- 20. bis 21. Juli Durchbruch der Vorstellung von Iwangorod östlich Zwolen
- 22. bis 28. Juli --- Erkundungsgefechte an der Weichsel
- 29. Juli --- Weichselübergang
- 30. Juli bis 7. August --- Kämpfe auf dem Ostufer der Weichsel um Maciejowice
- 8. bis 18. August --- Verfolgungskämpfe zwischen Weichsel und Bug
- 19. bis 24. August --- Schlacht an der Pulwa-Nurzec
- 25. bis 31. August --- Verfolgungskämpfe an der Bialowieska-Puszcza
- 1. September --- Zalesie-Borowiki
- 1. bis 12. September --- Kämpfe an der Jasiolda und an der Zelwianka
- 13. bis 18. September --- Schlacht bei Slonim
- 19. bis 24. September --- Kämpfe an der oberen Schtschara-Serwetsch
- ab 25. September --- Stellungskämpfe an der oberen Schtschara-Serwetsch

### 1916
- Stellungskämpfe an der oberen Schtschara-Serwetsch
- 13. Juni --- Abwehrkämpfe bei Stolowitschi
- 3. bis 29. Juli --- Schlacht von Baranowitschi

### 1917
- bis 11. September --- Stellungskämpfe an der oberen Schtschara-Serwetsch
- 12. September bis 14. Dezember --- Stellungskämpfe an der oberen Schtschara-Serwetsch-Njemen
- 15. bis 17. Dezember --- Waffenruhe
- ab 17. Dezember --- Waffenstillstand

### 1918
- bis 18. Februar --- Waffenstillstand
- 18. Februar bis 21. März --- Kämpfe zur Unterstützung der Ukraine
- 22. März bis 15. November --- Okkupation großrussischen Gebietes
- ab 16. November --- Besatzungs- und Sicherungsdienst in Litauen und Weißrussland (Teile der Division)

### 1919
- bis 11. Februar --- Besatzungs- und Sicherungsdienst in Litauen und Weißrussland (Teile der Division)

## Kommandeure
| Dienstgrad      | Name                    | Datum                                  |
| --------------- | ----------------------- | -------------------------------------- |
| Generalleutnant | Rudolf von Wegener      | 2. August 1914 bis 2. Februar 1915     |
| Generalmajor    | Eberhard von Hofacker   | 3. Februar bis 13. Dezember 1915       |
| Generalleutnant | Arthur von Brietzke     | 14. Dezember 1915 bis 22. April 1917   |
| Generalleutnant | Johannes von Malachowki | 22. April 1917 bis 16. September 1918  |
| Generalmajor    | Otto Emil Berlet        | 17. September 1918 bis 19. Januar 1919 |